# تام بردلی
توماس بردلی (Tom Bradley) (۲۹ دسامبر ۱۹۱۷–۲۹ سپتامبر ۱۹۹۸)، سیاستمدار و مأمور پلیس آمریکایی بود که از سال ۱۹۷۳ تا سال ۱۹۹۳ به عنوان سی و هشتمین شهردار شهر لس آنجلس خدمت کرد. وی نخستین و تا به حال یگانه شهردار سیاه‌پوست شهر لس آنجلس بود و ۲۰ سال شهرداری وی طولانی‌ترین دورهٔ تصدی شهرداری در تاریخ این شهر است. بردلی با انتخابش به‌عنوان شهردار در ۱۹۷۳، دومین شهردار سیاه‌پوست بود که شهردار یکی از شهرهای بزرگ ایالات متحده آمریکا شد. بردلی در سال ۱۹۹۳ پس از کاهش میزان محبوبیتش در نتیجهٔ شورش‌های ۱۹۹۲، بازنشسته شد.
بردلی که عضو حزب دموکرات بود، در سال‌های ۱۹۸۲ و ۱۹۸۶ برای سمت فرمانداری کالیفرنیا نیز کاندید کرد، اما در هردو مرتبه توسط جرج دکمجیان، کاندید حزب جمهوری‌خواه، شکست خورد. پویایی نژادی که به نظر می‌رسید مسبب شکست نادر و غیر منتظرهٔ وی در سال ۱۹۸۲ بود، راه را برای شکل‌گیری اصطلاح «اثر بردلی» هموار کرد. بردلی در سال ۱۹۸۵، به دریافت نشان اسپینگارن از طرف انجمن ملی پیشرفت رنگین‌پوستان (NAACP) مفتخر گردید.

## اوایل زندگی و آموزش
بردلی که پدربزرگ اش برده بود، در ۲۹ ماه دسامبر سال ۱۹۱۷ در خانوادهٔ لی توماس و کرینر بردلی یکی از کشاورزان مستأجر فقیر که در یک کلبهٔ چوبی کوچک در اطراف شهر کالورت ایالت تگزاس زندگی می‌کرد، متولد شد. بردلی چهار خواهر و برادر داشت که عبارت بودند از لاورنس، ویلیا مای، ایلیس (که به فلج مغزی مبتلا بود) و هووارد. خانوادهٔ بردلی برای پنبه چیدن به آریزونا نقل مکان کرد و بعداً در سال ۱۹۲۴ در جریان مهاجرت بزرگ به منطقهٔ تیمپل – الوارادو شهر لس آنجلس رفت، لی در آن‌جا به عنوان باربر راه‌آهن یآچیسون، توپکا و سانتافه، و کرینر به عنوان مستخدمه کار می‌کردند.
بردلی در دبستان روزمونت، دبیرستان مقدماتی لافایت و دبیرستان پلی‌تکنیک آموزش دید و نخستین دانش‌آموز سیاه‌پوست بود که رئیس اتحادیهٔ پسران آن دبیرستان انتخاب شد و نخستین کسی بود که رسماً در انجمن افتخار ملی افسیسان معرفی شد. بردلی کاپیتان تیم مسابقهٔ دویدن و تکل عمومی شهر تیم فوتبال دبیرستان بود. در سال ۱۹۳۷ از طریق یک بورسیهٔ ورزشی به دانشگاه کالیفرنیای لس آنجلس رفت و به عضویت انجمن برادری کاپا آلفا پسی درآمد. عکاسی برای جیمی دورنتی طنزپرداز، یکی از جمله مشاغلی بود که بردلی در دوران کالج انجام می‌داد.

## اوایل حرفه
بردلی در سال ۱۹۴۰ تحصیلات خود را رها کرد و در اداره پلیس لس آنجلس وارد شد. وی یکی از ۴۰۰ مأمور پلیس سیاه‌پوست در ادارهٔ پلیس دارای ۴۰۰۰ مأمور پلیس بود. وی از «فروشگاه بزرگ مرکز شهر که با اینکه مأمور پلیس بود به او اعتبار نداد و رستورانی که به سیاه‌پوستان غذا نمی‌داد»، حکایت می‌کرد. بردلی بر یک گزارشگر روزنامه تایمز چنین اظهار داشت:
زمانی‌که به اداره پلیس آمدم در واقع دو مأموریت برای مأمورین سیاه‌پوست در نظر گرفته شده بود. یا باید در بخش خیابان نیوتن کار می‌کردند که اکثریت بخش‌های آن جامعه سیاه‌پوست بود یا به عنوان ترافیک قسمت مرکزی شهر. آن‌ها نمی‌توانستند با یک مأمور سفیدپوست کار کنند و این امر الی سال ۱۹۶۴ ادامه داشت.
بردلی و ایتل آرنولد در کلیسای باپتیست نیو هوپ با همدیگر خود آشنا شدند و در ۴ ماه مه سال ۱۹۴۱ ازدواج کردند. آن‌ها سه دختر داشتند که عبارت بودند از لورائنی، فایلیز و بیبی که در روز تولدش فوت کرد. بردلی و خانمش «برای خرید نخستین خانه شان در پارک لایمرت که در آن‌زمان کاملاً بخش‌های مربوط به سفیدپوستان ناحیهٔ کرنشاو بود، به یک میانجی سفیدپوست نیاز داشتند».
بردلی همزمان با این‌که مأمور پلیس بود، در دانشکدهٔ حقوق دانشگاه جنوب‌غربی به تحصیل ادامه داد و پس از بازنشستگی از اداره پلیس، به عنوان وکیل به وکالت آغاز کرد. به‌مجرد ترک سمت شهرداری در سال ۱۹۹۳، به عنوان کارمند حقوقی متخصص مسائل تجارت بین‌الملل در شرکت حقوقی بروبیک، فلیگر و هاریسون، به کار شروع کرد.
بردلی زمانی وارد سیاست شد که تصمیم گرفت رئیس انجمن یونایتد شود. این انجمن بخشی از شورای حزب دموکرات ایالت کالیفرنیا متشکل از یک گروه لیبرال و اصلاح‌طلب بود که در دههٔ ۱۹۵۰ توسط دموکرات‌های جوان با الهام از کمپین‌های انتخاباتی ریاست‌جمهوری آدلای استیونسون، سازماندهی شده بود. اعضای این انجمن کاملاً سفیدپوستان و تعداد زیادی یهودیان بودند و در نتیجه پیدایش ائتلافی بود که در کنار لاتین‌ها چندین مرتبه بردلی را به پیروزی انتخاباتی رسانید.
انتخاب بردلی برای فعالیت در یک گروه دموکرات، وی را در مخالفت با نمایندگان فقیر و تماماً سیاه‌پوست مرتبط با سازمان سیاسی جسی اِم آنرو، عضو آینده‌دار مجلس قانون‌گذاری ایالتی، یکی دیگر از نیروهای سیاسی در جامعهٔ آمریکایی آفریقا تبار، قرار داد. مرحلهٔ نخست حرفهٔ سیاسی بردلی به درگیری با رهبران آمریکایی آفریقایی‌تبار چون مروین دایملی، نائب فرماندار اسبق و نماینده پیشینی مجلس نمایندگان ایالات متحد آنرو، سپری شد.

## شورای شهر لس آنجلس
در ماه ژوئن سال ۱۹۶۱ پس از انتخاب چارلز ناوارو به عنوان بازرس شهر، سمت حوزهٔ انتخابیه دهم خالی شد. بردلی، ستوان یکم پلیس که در خیابان شماره ۳۳۹۷ وللاند زندگی می‌کرد، یکی از ۱۲ نفری بود که برای این سمت درخواست داد. شورای شهر که از صلاحیت تعیینات بست‌ها برخوردار بود، جئو اِی. هولینگزوورث را در عوض وی در این سمت منصوب کرد. پس از این‌که این سمت دوباره برای به انتخابات رفت، بردلی در ماه آوریل سال ۱۹۶۳ مجدداً در برابر هولینگزوورث به رقابت پرداخت.
در این سمت دو نامزد وجود داشت، هولینگزوورث و بردلی و به همین‌گونه دو انتخابات ــ انتخابات نخست برای دورهٔ منقضی نشدهٔ بازرس ناوارو بود که در ۳۰ ماه ژوئن به پایان می‌رسید و انتخابات دوم برای یک دورهٔ کامل چهار ساله که در ۱ ژوئیه به پایان می‌رسید. بردلی انتخابات اول را با کسب ۱۷۷۶۰رأی در مقابل ۱۰۵۴۰رأی و انتخابات دوم را با کسب ۱۷۵۵۲ رأی در برابر ۱۰۴۰۰رأی، برنده شد. بردلی در این موقع از نیروهای پلیس بازنشسته شده بود و به‌عنوان نخستین آمریکایی آفریقایی‌تبار که به شواری شهر انتخاب شده بود در ۱۵ ماه آوریل سال ۱۹۶۳ در ۴۵ سالگی به‌عنوان عضو شواری شهر سوگند یاد کرد.